# Stochid
Der Fluss Stochid (ukrainisch Стохід; russisch Стоход Stochod) ist ein 188 km langer, rechter Nebenfluss des Prypjat in der ukrainischen Oblast Wolyn. Sein Einzugsgebiet beträgt 3150 km².
Er entspringt zwischen den Städten Wolodymyr und Luzk. Er durchfließt keine größeren Städte und mündet nahe der Oblastgrenze im Norden in den Prypjat. Im Mittel ist der 5 bis 15 m breit, maximal 60 m. Sein Gefälle beträgt 0,4 m/km.
Im Mittel- und Unterlauf teilt er sich und bildet ein Netz aus zahlreichen parallelen Armen, daher der Name «Sto-chid» (hundert Wege).
Im Winter ist er gewöhnlich zugefroren, Eisaufbruch im März. Die Wasserqualität ist gut.
Es existieren zwei hydrologische Messpegel:
- Malyniwka EZG: 692 km² seit 1923 (14. Juli 1945): Tiefststand 99 cm, Höchststand 374 cm, MQ 1,84 m³/s
- Ljubeschiw EZG: 2970 km² seit 20. Juli 1922: Tiefststand 116 cm, Höchststand 298 cm, MQ 11,8 m³/s (nach anderen Quellen 13,5 m³/s)[1]

Die Abflussmenge je Flächeneinheit EZG ist mit 2,71 bzw. 2,66 L/(s*km²) für die beiden Pegel relativ gering (im Vergleich zu Flüssen der Umgebung halb so hoch, d. h. der Stochid ist geprägt durch eine relativ hohe Verdunstung des Wassers im EZG). Der mittlere Hochwasserabfluss beträgt 19 bzw. 73 m³/s, der höchste bisher gemessene Hochwasser-Abfluss 64 bzw. 227 m³/s. Der niedrigste gemessene Durchfluss betrug 0,15 bzw. 2,58 m³/s für Pegel Malinowka bzw. Pegel Lubeschow.
Am Stochid verlief zur Zeit des Ersten Weltkrieges, vom Juni 1916 bis Spätsommer 1917, die Frontlinie zwischen den Mittelmächten und der Russischen Armee. Schwere Kämpfe fanden hier während der Brussilow-Offensive im Sommer 1916 statt.

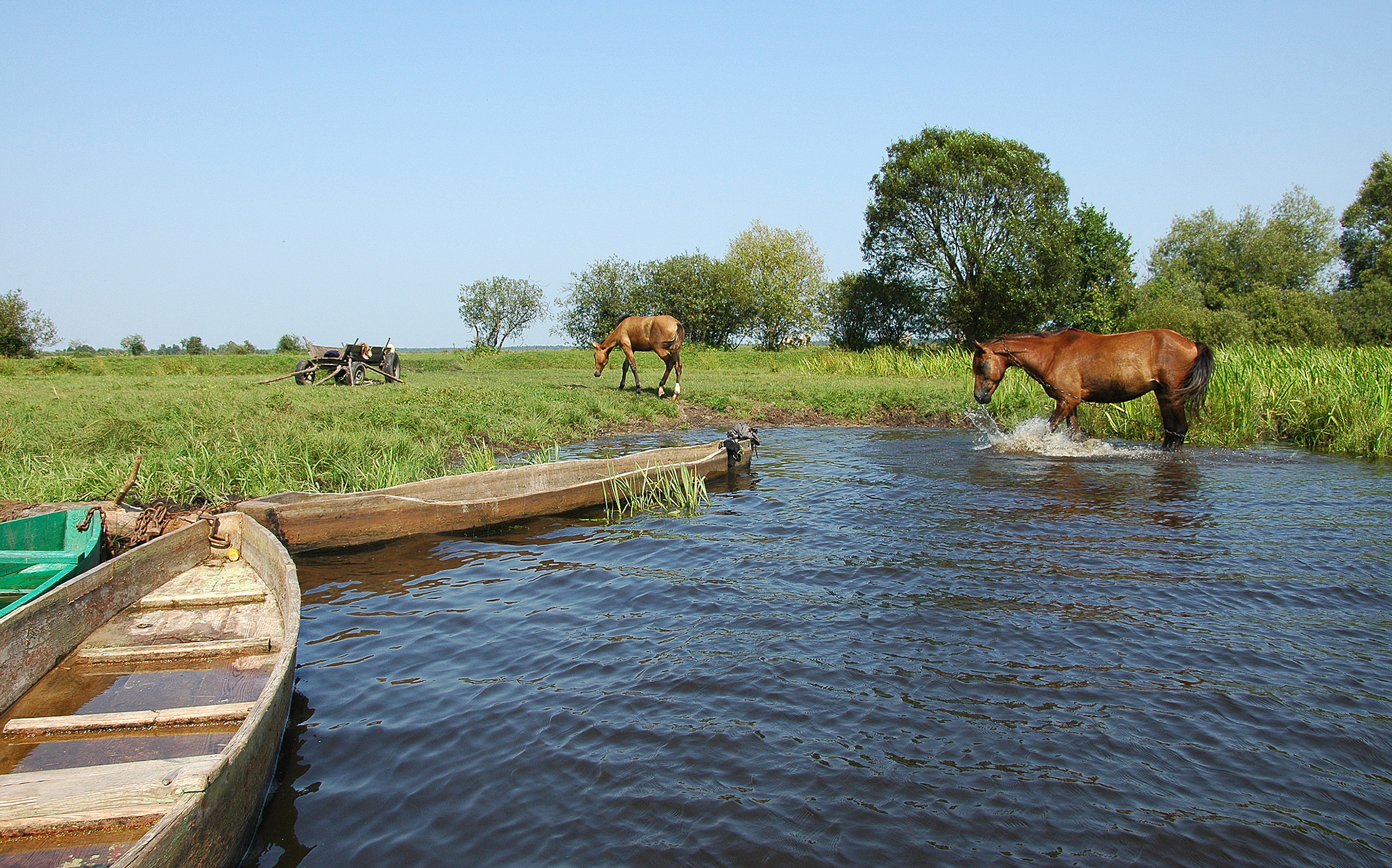
Impression vom Stochid